# Huzalpiramis

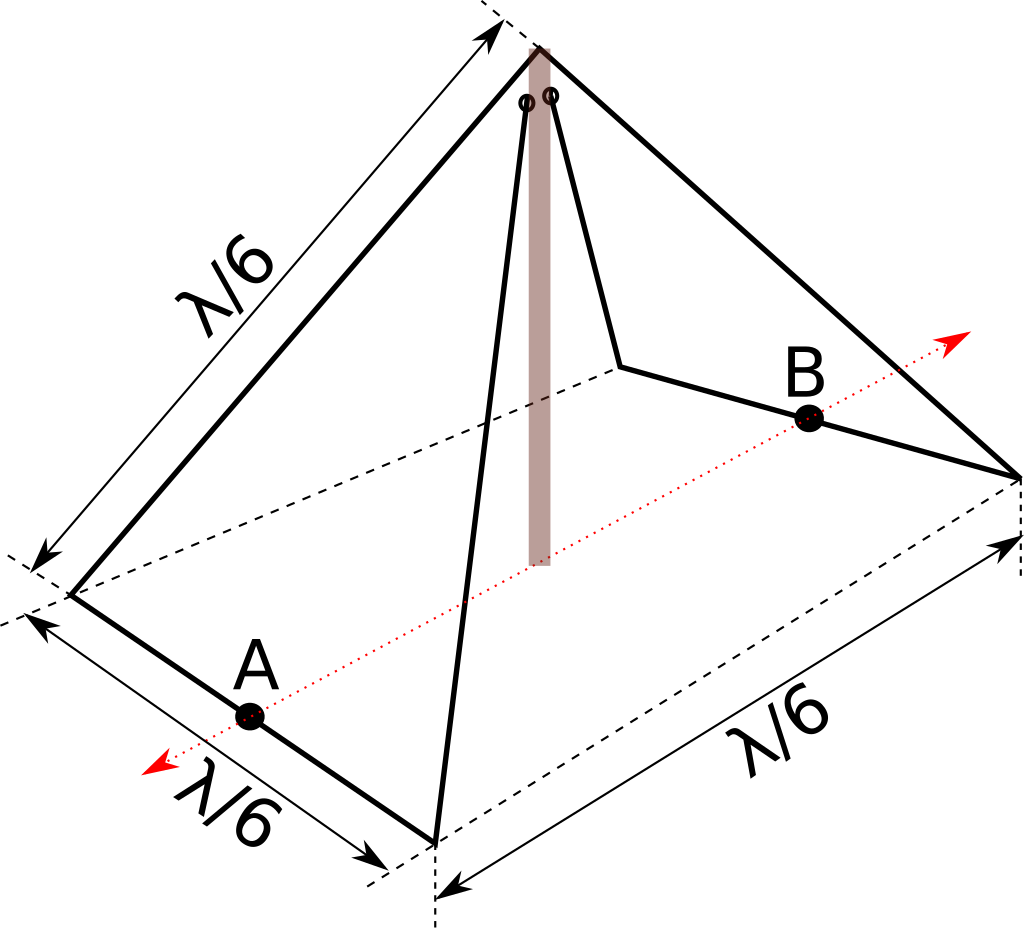

A huzalpiramis egy olyan antenna, amelyet gúla alakban kifeszített, 1λ hosszúságú huzalból alakítunk ki. A huzalpiramis az egészhullámú hurokantennák családjába tartozik. Használata a hosszabb hullámokon terjedt el, bár megfelelő méretezéssel bármely hullámsávra elkészíthető.
A huzalpiramis kompromisszumos antenna, jóval kevesebb befektetéssel elkészíthető mint egy λ/4 magasságú monopólus, vagy egy λ/2 magasságban elhelyezett dipólus, viszont sugárzási karakterisztikája alkalmassá teszi akár DX összeköttetések létesítésére is.
Bonyolult tartószerkezetet sem igényel, a tartóoszlopot magával a huzalpiramissal lehet függőlegesre kifeszíteni.

## Jellemzői[2]
| Sugárzási karakterisztika | körsugárzó |
| Talpponti ellenállása     | 60..100Ω   |
| Rezonanciasávszélesség    | 50 kHz     |

Az antenna különös előnye, hogy a környezetében lévő fémtárgyak ( pl. ereszcsatorna, légvezetékek, vasbeton-födémszerkezet) lényegesen kisebb mértékű befolyást gyakorolnak a sugárzási jelleggörbére, mint a monopólus vagy dipólus antennák esetében.

## Gyakorlati megvalósítása[3]
Az antennát 1λ hosszúságú vezetékből készítjük, 2 darab párhuzamos kapcsolású félhullámú deltahurkot képezve. A gúla élhosszúsága így λ/6-ra adódik. A gúla magasságára konkrét érték nincs megadva, de fontos, hogy a gúla magassága nagyobb legyen mint  λ/8.4.
A 4 lejtős szakaszon azonos fázisú antennaáram alakul ki, a vízszintes szakaszokon pedig ellentétes fázisú lesz az árameloszlás. Ebből következik, hogy az antenna 2 vízszintes szakaszán csak elhanyagolható mértékű lesz a sugárzás.
Feszültségmaximum az A és B pontokban alakul ki. Az A-B szakasz irányában az antenna kis mértékben erősebben sugároz. Ez a sugárzási irány az ábrán piros vonallal van jelölve. Ez a sugárzási maximum elhanyagolható mértékű, az antenna körsugárzónak tekinthető.
Az antenna talpponti ellenállása 60...100 Ω között adódik, a gúla alapja talaj fölötti magasságának függvényében. Az alap talaj fölötti magassága minimum értéke λ/26.

## Méretezése
{\displaystyle C=A={\frac {\lambda }{6}}}
Ideális esetben {\displaystyle B=A=C}, de ha nincs lehetőség a piramis közepére megfelelő hosszúságú tartóoszlopot készíteni, akkor a B értéke nagyobb lesz, a piramis "széthúzható". A B távolság minél inkább eltér a λ/6 értéktől, annál inkább leromlik az antenna sugárzási tulajdonsága. 
{\displaystyle a={\frac {\lambda }{26,6}}}
{\displaystyle m={\frac {\lambda }{6,4}}}